# Declaração sobre a Eliminação da Violência contra as Mulheres
A Declaração sobre a Eliminação da Violência Contra as Mulheres foi adotada sem votação pela Assembleia Geral das Nações Unidas na sua resolução 48/104, de 20 de dezembro de 1993. Nela está contida o reconhecimento da "necessidade urgente da aplicação universal para as mulheres dos direitos e princípios no que diz respeito à igualdade, à segurança, à liberdade, à integridade e à dignidade de todos os seres humanos". A resolução é muitas vezes vista como um complemento e reforço ao trabalho da Convenção sobre a Eliminação de Todas as Formas de Discriminação contra as Mulheres e a Declaração e Programa de Ação de Viena. A declaração lembra e incorpora os mesmos direitos e princípios consagrados em tais instrumentos como a Declaração Universal dos Direitos Humanos e os Artigos 1 e 2 apresentam a definição mais amplamente utilizada de violência contra as mulheres. Como consequência da resolução, em 1999, a Assembleia Geral, liderada pelo representante da República Dominicana, designou 25 de novembro como o Dia Internacional pela Eliminação da Violência contra as Mulheres.

## Contexto Histórico
O reconhecimento internacional de que as mulheres têm direito a uma vida livre de violência é recente. Historicamente, seus esforços contra a violência e contra a impunidade, que comumente protege os autores, estão vinculada com suas lutas para vencer a discriminação. Desde a sua fundação, as Nações Unidas têm preocupado-se com o avanço dos direitos das mulheres, mas não focou especificamente nas altas taxas de violência contra a mulher, até 1993. Um dos objetivos da resolução foi derrubar as predominantes posições governamentais de que a violência contra as mulheres era um assunto privado, que não exigia intervenção estatal. Para marcar o Dia Internacional da Mulher em 8 de Março de 1993, Secretário-Geral Boutros Boutros-Ghali, emitiu um comunicado em preparação para a declaração delineando o papel da ONU na 'promoção' e 'proteção' dos direitos das mulheres:

"A luta pelos direitos das mulheres e a tarefa de criar uma nova Nações Unidas capaz de promover a paz e os valores que a nutrem e a sustentam são únicos e os mesmos. Hoje, mais do que nunca, a causa das mulheres é a causa de toda a humanidade."

## Definição de Violência Contra as Mulheres
Os Artigos 1 e 2 da resolução fornecem a definição mais amplamente utilizada de violência contra as mulheres.

Artigo Primeiro:

Para os fins da presente Declaração, o termo "violência contra as mulheres" significa qualquer ato de violência de gênero que resulte ou possa resultar em dano físico, sexual ou psicológico ou sofrimento para as mulheres, incluindo ameaças de tais atos, coerção ou privação arbitrária de liberdade, quer ocorra em público ou na vida privada. 
Artigo Segundo:
A violência contra as mulheres deve ser entendida para incluir, mas não para limitar, ao seguinte:
(a) Violência física, sexual e psicológica que ocorrem na família, incluindo maus tratos, abuso sexual de crianças do sexo feminino no domicílio, violência relacionada a dote, estupro conjugal, mutilação genital feminina e outras práticas tradicionais prejudiciais para as mulheres, violência não-conjugal e a violência relacionada com exploração;
(b) Violência física, sexual e psicológica que ocorrem dentro da comunidade em geral, incluindo estupro, abuso sexual, assédio sexual e intimidação no trabalho, em instituições educacionais e em outros lugares, tráfico de mulheres e prostituição forçada;
(c) Violência física, sexual e psicológica perpetrada ou tolerada pelo Estado, onde quer que ocorra.

## Relator especial sobre a Violência Contra as Mulheres
Como consequência da declaração de 4 de Março de 1994, a Comissão de Direitos Humanos adotou a Resolução 1994/45 em que ele decidiu nomear Radhika Coomaraswamy como seu primeiro Relator Especial das Nações Unidas sobre a violência contra as mulheres, incluindo suas causas e consequências. O Relator Especial tem uma autorização para coletar e analisar dados de governos, órgãos, agências especializadas, ONGs e outras partes interessadas, e para responder de forma eficaz a tais informações. Além disso, ele também tem um papel em fazer recomendações a nível internacional, nacional e regional, bem como na articulação com outros Relatores Especiais, representantes especiais, grupos de trabalho e de peritos independentes da Comissão de Direitos Humanos.
Em 18 de junho de 2009, o Conselho de Direitos Humanos nomeou Rashida Manjoo como o terceiro titular da função após o mandato de seu antecessor, Dr. Yakin Erturk, chegar ao fim.

## Problemas
Muitos defensores dos Direitos das Mulheres como Direitos Humanos manifestaram preocupação de que grande parte do terreno ganho pela declaração tem sido ameaçado pelo crescimento de forças mais conservadoras dentro da comunidade internacional. Em Março de 2003, durante uma reunião da Comissão das nações UNIDAS sobre o Status das Mulheres, o delegado do Irã opôs-se à inclusão de um parágrafo que apelou aos governos para "condenar a violência contra as mulheres e abster-se de invocar qualquer costume, tradição ou  considerações religiosas para evitar suas obrigações com respeito à eliminação, conforme definido na Declaração da Eliminação da Violência contra as Mulheres." Representantes do Egito, Paquistão, Sudão e dos EUA também levantaram objeções; configurando-se no primeiro fracasso diplomático na Comissão da ONU sobre o Status da Mulher.

## Campanhas
Todo ano, o Dia Internacional para a Eliminação da Violência contra a Mulher, marca o início dos 16 Dias de Ativismo contra a Violência de Género. Organizações de Direitos Humanos, tais como Centro para a Liderança Global de Mulheres, Unifem, Women Won't Wait, Mulheres por uma Mudança, Women's Aid, e outros grupos se juntam para protestarem contra a violência de gênero e promover os direitos e princípios da declaração.

Em 10 de abril de 2009, a Anistia Internacional organizou uma manifestação em Narayanghat, Nepal, para destacar a situação dos ativistas dos direitos das mulheres após o Estado Nepalês falhar em proteger duass ativistas de ataques violentos e, em seguida, o assassinato delas. Apesar da ratificar da declaração, o Nepal tinha deixado de cumprir com o Artigo 4-c, que afirma claramente a obrigação de os estados: 
"Exercer a devida diligência para prevenir, investigar e, em conformidade com a legislação nacional, punir atos de violência contra as mulheres, quer esses atos sejam cometidos pelo Estado ou por particulares."